# 舊別舍沃區

舊貝舍韋區在頓涅茨克州的位置

舊貝舍韋區（烏克蘭語：Старобешівський район），又按俄语名译为舊別舍沃區（俄语：Старобешевский район），曾是烏克蘭頓涅茨克州的一個區，也是俄罗斯联邦顿涅茨克人民共和国事实上所辖的一个区，行政中心設於舊別舍沃，面積1,282平方公里，2013年人口50,675，人口密度每平方公里39.5人。
该区在2020年7月18日的乌克兰行政区划改革中被撤销，改革后该区法理上并入卡利米乌斯凯区。自2014年起该区不在乌克兰政府的实际管辖之下，而是在頓涅茨克人民共和國实际控制中。頓涅茨克人民共和國继续使用该区为行政区划单位。

## 下辖定居点
根据顿涅茨克人民共和国2023年的行政区划改革，该区下辖1市（共青村）、2市级镇（旧别舍沃和新斯韦特）、52个村和5个乡村居民点。